# 육식 동물

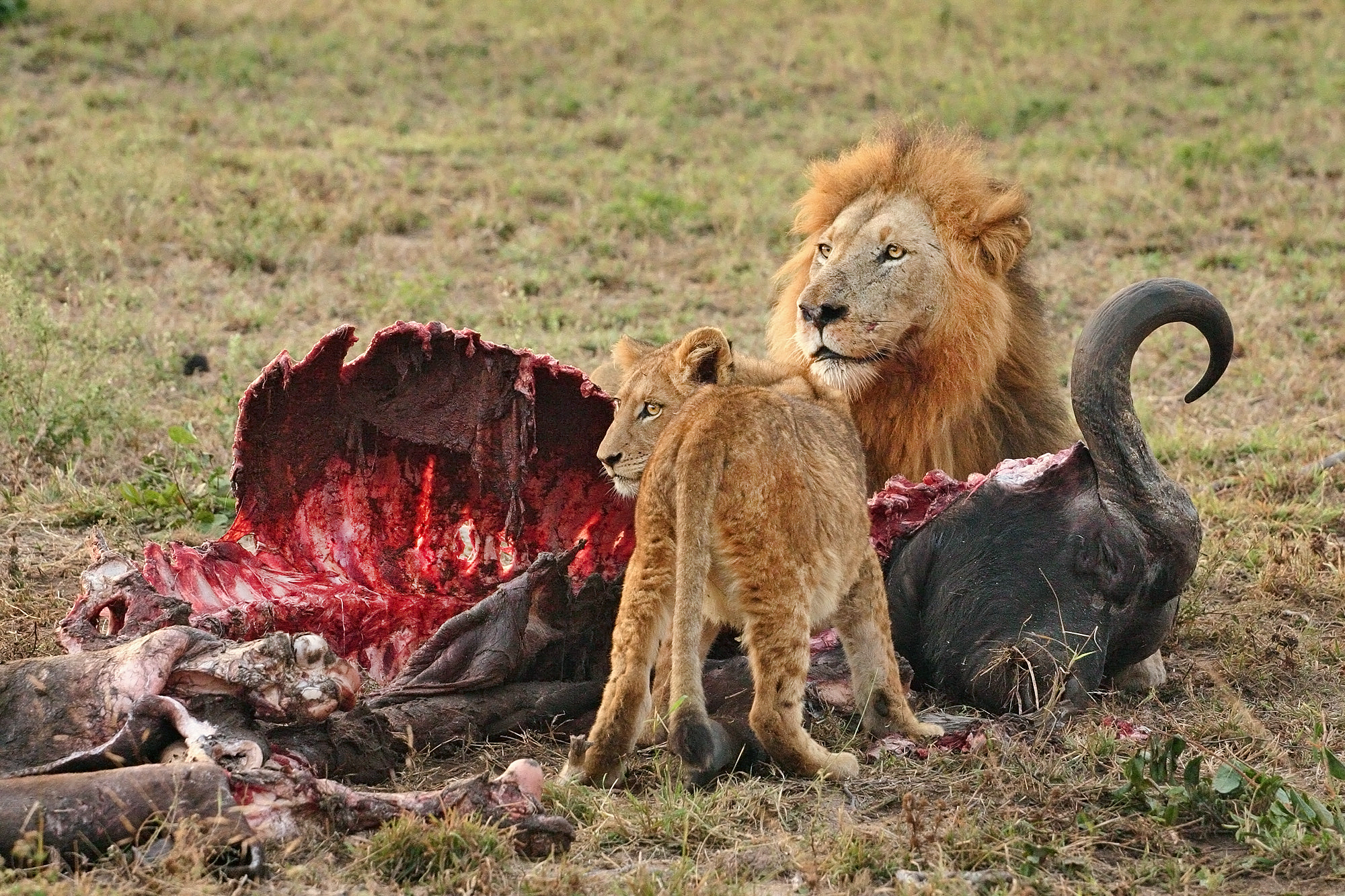
고기를 뜯는 수사자와 새끼 사자.

육식 동물(肉食動物)은 포식 또는 청소 행위를 통해 주로 다른 동물의 생물 조직으로 구성된 음식으로부터 에너지와 영양분을 취하는 동물을 말한다.
거의 모든 양서류하고 맹금류는 육식성이다. 
참새목 새 중에서도 때까치과는 도마뱀, 곤충, 개구리, 작은 새 등을 잡아먹는 육식 동물이다. 

매처럼 거의 대부분의 맹금류는 다른 새를 잡아먹는다. 족제비등도 조류를 잡아먹는다고 알려져있다.
먹이를 사냥하기 위해 날카로운 이빨에다 강한 발톱을 가지고 있으며 청각, 후각, 시각이 발달되어 있어서 성격이 사납고 사람도 공격한다.
주로 육식을 하는 사나운 동물은 맹수라고 부르며, 초식 동물에 비해 영리한 경우가 많다(코끼리, 고릴라는 예외).

## 읽을거리
- 초식 동물
- 잡식 동물
- 초식공룡(草食恐龍)
- 육식공룡(肉食恐龍)
- 익룡(翼龍)
- 바다 파충류(爬蟲類)
- 증조부모
- 조부모